# Ashtar (extraterrestre)
Ashtar (también conocido como Ashtar Sheran) es el nombre dado a un ser extraterrestre o a un grupo de seres con los cuales un número de personas afirman haberse canalizado. George Van Tassel, un ciudadano norteamericano, afirma ser el primero en haber recibido un mensaje en el año 1952, proveniente de Ashtar. Desde entonces, muchas aserciones sobre Ashtar han aparecido en distintos contextos. El movimiento Ashtar está estudiado por académicos como una forma prominente de religión alienígena.

## Van Tassel
Brenda Denzler observa que "a la larga, probablemente la persona más importante para la propagación y perpetuación del movimiento de los contactados fue George Van Tassel". En 1947, Van Tassel se mudó a Giant Rock, cercano Landers en el Desierto de Mojave, California, donde estableció un gran centro ovni. Este se convirtió en el centro de reuniones ovni más conocido y exitoso de su tiempo.
Como uno de los padres fundadores de las ufologías modernas con ámbitos religiosos, Van Tassel también creó uno de los grupos ovni sin lugar a dudas más prominente de los Estados Unidos entre la segunda mitad de la década de 1940 y la primera mitad de la década de 1950, aunque hoy en día ya no es tan influyente o conocido. Aquí fue donde comenzó el "Ministerio de Sabiduría Universal" en el año 1953, como resultado de la fusión de dos grupos organizados por Van Tassel en Giant Rock durante la segunda mitad de la década de 1940. La organización investigaba e instigaba las artes de sanación, pero su principal enfoque fue recolectar y analizar fenómenos ovni y entrevistar "contactados". Debido al interés de los medios de televisión y radio, George Van Tassel se convirtió en el gestor de contactados más famoso del mundo e incluso su fama le dio un cierto estatus de celebridad durante la década de 1950.
En 1952, Van Tassel afirmó recibir mensajes a través de comunicación telepática proveniente de un ser extraterrestre interdimensional llamado "Ashtar". Este ser se convirtió en la "primera superestrella metafísica de la era del platillo volador". Van Tassel también interpretó la Biblia en términos de que la evolución humana tuvo intervención extraterrestre y también afirmó que Jesús era un ser proveniente del espacio. El Ministerio de Sabiduría Universal enseñó que todos los humanos tienen el poder de conectarse con la "Mente Universal de Dios", lo cual facilita el progreso evolutivo así como fue ejemplificado por Jesús y Ashtar. Van Tassel también afirma que al acceder a la Mente Universal podía recibir mensajes, no solo de Ashtar, sino de personas fallecidas, como Nikola Tesla. De Tesla afirmó haber recibido instrucciones para construir la máquina Integratron, la cual podía conceder longevidad y acceder a conocimiento tanto del pasado como del futuro.
A pesar de que su supuesto método de comunicación con inteligencias extraterrestres se asemejaba a lo que se conoce comúnmente como "canalización", Van Tassel aseguraba haber establecido una nueva forma de comunicación telepática con estas "fuentes", utilizando un método que incluía tanto habilidades intrínsecas de los seres humanos como el uso de una supuesta tecnología avanzada de origen alienígena, en vez de los métodos más tradicionalmente religiosos, ausentes de tecnología, con un enfoque basado en el medio espiritual utilizado por varios canalizadores de la época. Van Tassel mantuvo que el método que él utilizaba no era una actividad paranormal o metafísica, pero que sí requería estar "en resonancia" con los mensajes enviados. 

## Convenciones espaciales de Giant Rock
Van Tassel mantuvo sesiones de canalización semanales en Giant Rock en las cuales la gente podía "hacer preguntas" y "canalizar respuestas" de los extraterrestres. Según Jerome Clark, estas juntas reunieron a la subcultura de los contactados, la cual en ese entonces estaba esparcida y desorganizada, en un movimiento reconocible en enero del año 1952. Esto llevó a la creación de la Convención de Naves Espaciales de Giant Rock, organizada por Van Tassel y realizada anualmente, la cual comenzó en la primavera de 1953 y se llevó a cabo por otros 24 años. Marcó el hito más importante de Van Tassel en la historia ovni. En 1959, asistieron hasta 11.000 personas a estas convenciones con el fin de escuchar mensajes canalizados supuestamente provenientes del espacio. La mayoría de los contactados de mayor renombre atendían a estas convenciones como oradores y canalizadores. Melton declara que casi todos los contactados de la década de 1950 se involucraron en las dos estructuras ecuménicas fundadas ya sea por Van Tassel o por Gabriel Green. La mayoría de los primeros mensajes que Van Tassel afirma haber recibido de Ashtar fueron presentados al público en estos eventos.

## Credibilidad
Helland comenta acerca del fracaso de la predicción de julio de 1952, canalizada a través de Van Tassel que la vida en la tierra sería destruida "cuando la humanidad explotara la bomba de hidrógeno", ya que en noviembre de 1952 la primera bomba de hidrógeno fue explotada, y nada de lo predicho ocurrió. Esto se debe a que muchas veces los canalizadores no pueden distinguir la interferencia de suplantadores (entidades del bajo astral) mientras establecen el contacto.   Aun así, el mismo mensaje también declaraba que Ashtar intervendría para detener la destrucción del planeta. Diversos mensajes afirmaban que después de la explosión, la flota espacial actuaría para reparar el daño provocado, y así fue. El Comando Ashtar interviene en forma continua evitando que los seres oscuros y los humanidad que no vibra con el bien común, destruya el planeta.
Desde la década del 50, el Comando viene anunciando que la evacuación planetaria es un hecho seguro, y la única forma de que la Tierra ascienda a la 5ta dimensión cuando se produzca el cataclismo; debido al asteroide que viene en camino hacia el planeta y que no podrá ser detenido cuando impacte. Según la opinión de varios canalizadores, esto sucederá antes del 2030.

## En la cultura popular
- El grupo de música indie  Asthar Command .[19]